# Helen Morgan
Helen Morgan, född 20 juli 1966 i Porthcawl i kommunen Bridgend i Wales, död 19 november 2020, var en brittisk (walesisk) landhockeyspelare.
Hon var med och tog OS-brons i damernas landhockeyturnering i samband med de olympiska landhockeytävlingarna 1992 i Barcelona.